# Surrend
Surrend: Arts in hotspots ( ≈ ”Overgivelse: Kunst i brændpunkter”) er navnet på en dansk kunstgruppe bestående af plakatkunstner Jan Egesborg samt kunstner og journalist Pia Bertelsen.
Kunstgruppen som først så dagens lys i vinteren 2006 efter begravelsen af den tidligere serbiske præsident Slobodan Milosevic er oprettet for at gøre grin med nogle af verdens magtfulde ledere. Det er en uafhængig kunstgruppe, uden bånd til hverken NGOer eller politiske partier.
Surrend bruger hovedsagligt det offentlige rum som udstillingsplads for deres kunstværker og happenings som består af klistermærker med budskaber udfærdiget med et ironiske twist. I december 2006 trådte Surrend ud over deres sædvanlige udtryksform ved at indrykke en annonce i en iranske Teheran baserede avis, med en fornærmende men skjult tekst, der beskrev den iranske præsident Mahmoud Ahmadinejad med akronymet "SWINE" (SVIN).
Hele Surrend-projektet er planlagt at bestå af 20 forskellige destinationer, for at afslutte med en galleriopvisning i København. Til dato har Surrend været i Serbien, Hviderusland, Tyrkiet, Sri Lanka og på Færøerne.
I september 2008 vandt Surrend en retssag i Danmark, som de russiske myndigheder havde anlagt imod dem på grund af en websted gruppen havde lavet som en satire over Vladimir Putin.

## Reference
1. ↑  Jyllands-Posten: Danske kunstnere tryner Putin